# سارگیس خانویان
سارگیس (سرگو) خانویان (ارمنی: Սարգիս (Սերգո) Խանոյան زاده ۲۵ مارس ۱۸۷۷ - درگذشته ۱۹۳۷) سیاستمدار، روزنامه‌نگار و ویراستار اهل ارمنستان بود که از تاریخ ۱۹۳۰ تا تاریخ ۱۹۳۳ سمت دادستان کل جمهوری شوروی سوسیالیستی ارمنستان را برعهده داشت. وی پیشتر از تاریخ تا ۲۱ نوامبر ۱۹۲۹ تاریخ دسامبر ۱۹۲۹ سمت وزارت دادگستری ارمنستان را برعهده داشت.

## زندگی‌نامه
وی در ۲۵ مارس ۱۸۷۷ در تفلیس به دنیا آمد . وی عضو اتحادیه نویسندگان اتحاد شوروی بود. وی در ۱۹۳۷ در سن ۶۰ سالگی در ایروان درگذشت.

## نگارخانه

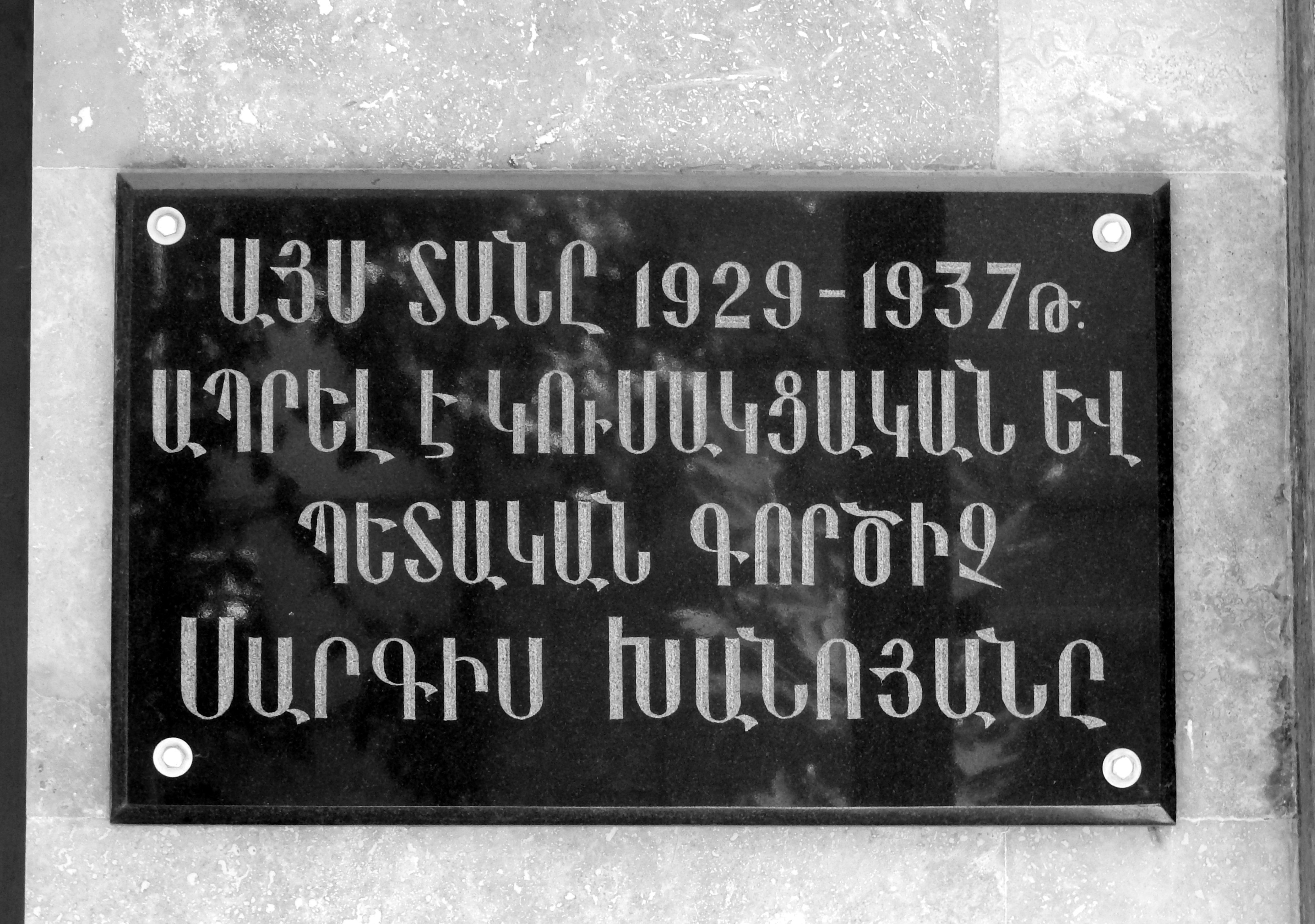